# That's My Boy
 That's My Boy és una pel·lícula estatunidenca dirigida per Hal Walker el 1951.

## Argument
L'antic campió de futbol Jack Jackson (Eddie Mayehoff) té un fill, Junior (Jerry Lewis), delicat, cuidat per la seva mare. Això el desespera. Per tal de transformar Junior, Jack li dona, com a camarada, l'esportista Billie Baker (Dean Martin). Junior, sense reconèixer-ho, voldria ser un campió com el seu pare, però es creu incapaç d'aconseguir-ho.

## Repartiment
- Dean Martin: Bill Baker
- Jerry Lewis: 'Junior' Jackson
- Ruth Hussey: Ann Jackson
- Eddie Mayehoff: Jarring Jack Jackson
- Marion Marshall: Terry Howard
- Polly Bergen: Betty 'Babs' Hunter
- Hugh Sanders: Entrenador Wheeler
- John McIntire: Dr. Benjamin Green
- Francis Pierlot: Henry Baker
- Lillian Randolph: May (Maid)
- Selmer Jackson: Doc Hunter (com Selmar Jackson)
- Tom Harmon: ell mateix
- Gregg Palmer: estudiant
- Hazel Boyne: Miss Johnson